# Tourski amfiteater
Amfiteater v Toursu (znan tudi kot amfiteater Caesarodunum) je rimski amfiteater v zgodovinskem središču mesta Tours v Franciji, takoj za znano Toursko stolnico. Zgrajen je bil v 1. stoletju, ko se je mesto imenovalo Caesarodunum. Zgrajen je bil na vrhu majhnega hriba na obrobju starodavnega mestnega območja, zaradi česar je bil varen pred poplavami, primeren za množice in obiskovalce ter na daljavo prikazoval moč mesta. Struktura je bila ogromna, eliptična zgradba približno 122 krat 94 metrov. Po zasnovi ga uvrščamo med »primitivne« amfiteatre. Za razliko od znamenitega Koloseja, ki je bil večinoma zidan in zgrajen nad zemljo, je bil amfiteater v Toursu narejen večinoma iz zemlje in ustvarjen s premikanjem zemlje in kamnin v skledasto obliko. Gledalci so verjetno sedeli neposredno na travnatih pobočjih, medtem ko so zidake uporabljali predvsem za vomitorium in podporne zidove.
Ko so ga v 2. stoletju razširili (na 156 m × 134 m), je postal ena največjih zgradb (med prvimi desetimi) v Rimskem cesarstvu. Ni jasno, zakaj je bil amfiteater razširjen glede na število prebivalcev in počasno rast mesta v tistem času. Približno stoletje kasneje je bil ta razširjeni amfiteater preoblikovan v trdnjavo z dodatkom obzidja v slogu nasipa, značilnega v času zatona Rimskega cesarstva. V srednjem veku je postopoma propadal in na njem so zgradili kanonične hiše, ki so ga postopoma zakrile. Vomitorium so na neki točki spremenili v kleti.
Amfiteater je bil nato popolnoma pozabljen vse do 19. stoletja, ko so ga ponovno odkrili (1855). Dokazi, kot so razporeditev ulic in žareče parcele okrožja, so opozorili na njegov obstoj. Z raziskavami in analizami terena v 1960-ih so bili zbrani dodatni podatki o kleteh hiš, ki so bile prej zgrajene na stenah amfiteatra. V zadnjem desetletju so potekale bolj poglobljene študije topografije in arhitekture, ki spreminjajo teorije in mnenja o tem spomeniku.
Ostanki amfiteatra niso neposredno zaščiteni kot zgodovinska mesta; nekatere hiše, zgrajene na njem, pa so registrirane kot zgodovinski spomeniki. Ruševine amfiteatra so pomembne, saj so med najstarejšimi znanimi ruševinami v mestu in ponujajo namige o zgodnji zgodovini in razvoju območja.

## V antičnem mestu

### Tours na vrhuncu Rimskega cesarstva
Mesto Tours (v rimskih časih znano kot Caesarodunum) je bilo ustanovljeno v dolini med rekama Loara in Cher, verjetno med vladavino Avgusta ali Tiberija (med 10 pr. n. št. in 30 n. št.). Starodavno mesto je bilo veliko vsaj 80 hektarjev in močno poseljeno ob reki Loari. Dosedanja odkritja kažejo, da je imel vsaj en tempelj, dve termi, dva akvadukta, mostove in amfiteater. Mesto je doseglo svoj vrhunec na vrhuncu Rimskega cesarstva v 2. stoletju, preden se je med zatonom Zahodnega rimskega cesarstva skrčilo na območje v in okoli rimskega kastruma, katerega amfiteater je eden od strukturnih delov.

### Najdišče
Amfiteater je bil zgrajen v predmestju na severovzhodnem delu antičnega mesta, takoj jugovzhodno od obstoječe stolnice. Izbira te lokacije ustreza tako takratni urbanistični zasnovi kot tlorisni ureditvi zemljišča. Arheologi verjamejo, da je bil amfiteater zgrajen na hribu naravnega sedimentnega kamna, ki je zmanjšal zidarska dela, saj je bil delno vgrajen v skalo. Ker je bila sredina nižje ležeče poplavne ravnice, je to tudi zagotavljalo zaščito pred poplavami. Urbanistično načrtovanje je bilo takšno, da je amfiteater moral sprejeti veliko število gledalcev iz mesta in okolice ter je moral omogočiti prostor za množice okoli spomenika. Glede na velikost tega začetnega urbanega odtisa se ocenjuje, da je bilo mesto ob izgradnji amfiteatra okoli 6000 ljudi. Višina, na kateri je bil zgrajen amfiteater, je omogočala tudi prikaz bogastva in moči na daljavo, značilnost, ki je veljala za zelo pomembno pri urbanističnih odločitvah Rimskega cesarstva.

## Zgodovina
Študije, izvedene do poznih 1970-ih, so predstavljale podobo spomenika, ki je bil po svoji konstrukciji razmeroma homogen, zgrajen v enem samem obdobju (začetek 2. stoletja). Raziskave 21.st. pa so pokazale drugačno sliko. Sedanja teorija je, da je bil amfiteater prvotno zgrajen v 1. stoletju in nato spremenjen v dveh ločenih obdobjih; najprej je bil spremenjen s širitvijo v 2. stoletju, ki je ustvaril skoraj dvakrat večji amfiteater. V 3. stoletju so ga ponovno spremenili in ga trajno spremenili v utrdbo. Ta utrdba bi nato služila kot izhodišče za še večje zaprto območje, znano kot kastrum, ki bi bilo zgrajeno okoli leta 350 n. št..

### Izvorna struktura
Amfiteater v Toursu je razvrščen kot "primitiven" amfiteater na podlagi njegove zasnove, ne nujno starosti. Velik je kot amfiteatri v Samarobrivi (Amiens), Octodurus (Martigny, Švica) ali Emerita Augusta (Mérida, Španija). Druga značilnost teh amfiteatrov je, da cavea ni vsebovana v radialnih stenah in lokih, kot je vidno v Areni Nîmes, temveč znotraj zunanjega nasipa, ki se spušča proti areni. V Toursu je izkopavanje zemlje v areni med prvotno gradnjo pomagalo oblikovati ta nasip. Gledalci so verjetno sedeli neposredno na travnatem pobočju brežine, vendar je možno, da so bile uporabljene lesene tribune (ki jih še niso odkrili). Druga primitivna značilnost je pomanjkanje kamnitih stopnic in minimalno uporabljenih zidakov. Zidarstvo je bilo na primer uporabljeno predvsem za zunanjo steno, steno arene, galerije ali vomitoriuma in nekatere radialne podporne stene.
Dimenzije tega psevdoeliptičnega amfiteatra v prvi fazi njegovega obstoja so ocenjene na 112 metrov za veliko os in 94 metrov za malo os. Njena ocenjena površina je 8270 m². To temelji na raziskavi iz leta 2017. Dimenzije arene so bile približno 68 metrov krat 50 metrov s površino 2670 m². 5600 m² velike dvorane je lahko sprejelo najmanj 14.000 gledalcev. Struktura je imela osem vomitoriumov, od katerih so bili štirje primarni vhodi in so omogočali dostop na nivoju arene ter višjem nivoju cavee. Ostali štirje so bili sekundarni in so po stopnicah vodili v srednji del cavee. Severni in južni vomitorium sta imela višino oboka približno 7,5 metra in širino 4,9 metra; vomitorium na zahodu je bil manjši, v višino je meril le 6,8 metra in v širino 2,5 metra. Verjetno je bilo osem dodatnih vhodov, saj je verjetno imel dvojno zunanje stopnišče na sprednji strani amfiteatra, podobno kot amfiteater v Pompejih. Orientacija amfiteatra je bila namenoma usklajena z uličnim načrtom mesta: njegova mala os se nadaljuje proti zahodu, vzdolž Decumanus Maximusa mesta, medtem ko je njegova dolga os vzporedna s Kardo.
Vhodi so bili pari z vomitoriumi, sestavljeni v velike bloke z ostrimi členki, stebri so bili zaključeni z oblikovanimi kapiteli, ki so podpirali polkrožni lok. Obzidje Toursa, ki so ga zgradili pozneje med propadom Rimskega cesarstva, ima veliko blokov, ki so bili verjetno ponovno uporabljeni s fasade amfiteatra. Preostali del zidovja in obokov amfiteatra je bil verjetno zgrajen iz drobnega apnenčastega cementa (opus vittatum) brez terakote, ki je obdajala kamnite bloke v beton.
Gradnja sega v drugo polovico 1. stoletja oziroma vsaj petdeset let po ustanovitvi Caesarodunuma (Tours). V tem času je bila verjetno zgrajena večina starodavnih spomenikov Toursa. To temelji na primerjavi arhitekturnih elementov amfiteatra v Toursu in tistimi v Amiensu, Autunu ali Saintesu, treh spomenikih, ki so bili natančno datirani.

### Širitev
Značilnosti zidave (debelina stene je bila na primer le 1,4 metra) kažejo, da je bil amfiteater razširjen v drugi polovici 2. stoletja. Medtem ko so splošne dimenzije amfiteatra presegle 156 × 134 metrov, se velikost same arene ni spremenila. Zmogljivost pa se je več kot podvojila, tako da je omogočila približno 34.000 gledalcev. V tej konfiguraciji je bil amfiteater razširjen na jugozahodnem delu, preko obstoječega podpornega zidu ulice Général-Meusnier, ki naj bi bil zunanji zid objekta. Višina amfiteatra je bila v sedemdesetih letih dvajsetega stoletja ocenjena na približno 25 do 28 metrov. Novejša odkritja pa kažejo, da so te vrednosti bližje med 15 in 18 metri.
Obstajajo številni namigi, ki kažejo, da je bila širitev projekt prenove. Na primer, širina in višina glavnega bruhalnika se znatno razlikujeta na stičišču dveh faz dela; Na obeh straneh vhodov sta bili vgrajeni dve ojačitve s polovičnim premerom, da bi povečali nosilnost (glej sliko 1), glede na povečano višino (in težo) ob robu, kjer se je masno nasutje močno povečalo.
Te konstrukcijske značilnosti so bile identificirane na več točkah amfiteatra in še ni mogoče reči, ali se je isti vzorec pojavil na celotnem spomeniku.
- Detajl oboka zahodnega vomitorija razširjenega amfiteatra:(A) obok iz prvega stoletja.(B) obok iz drugega stoletja.(C) srednjeveško okrevanje.
- Slika I: Rekonstruirana shema možne ojačitvene naprave amfiteatra vomitoria.
- Notranji pogled na podporni stolp za severni vomitorium.
- Povečana rekonstruirana shema amfiteatra;(A) Omejitve prvotnega amfiteatra.
- Jugozahodni sekundarni vomitorium. V ozadju vomitorium iz 1. stoletja (stopnišče je srednjeveško); desno, okrašen pomol, ki krasi njen vhod. V ospredju je viden podaljšek drugega stoletja.

Med širitvijo so bila zunanja stopnišča prvotnega amfiteatra najdena vzidana v nov nasip. Ne da bi bili zapuščeni, so bili morda obokani in povezani z glavnim bruhalnikom ter tako postali vmesne stopnice. Zdi se, da sekundarni vomitoriumi niso bili razširjeni na novo fasado s hodniki, vendar so bili morda povezani s krožno galerijo v pritličju. Neposrednih dokazov, da so ob sprednjo steno postavili nove zunanje stopnice, ni, obstajajo pa posredni dokazi, da so stopnice nekoč že bile. Na primer, zarezana sprednja stran je pripisana stolpom, narejenim v času gradnje kastruma. Tudi čelna stena se zdi brez kakršnega koli dekorativnega elementa, glede na nekaj ostankov, ki so na voljo za opazovanje.

### Dodana fortifikacija
V drugi polovici ali proti koncu 3. stoletja je bil zgornji del cavee 8 metrov nad nivojem arene. Obročasta stena je bila zgrajena brez uporabe quoin ploščic in brez velikih recikliranih kamnitih blokov (iz drugih razstavljenih stavb), vključenih v njene temelje. Zato je bil zgrajen pred kastrumom, ki je videl izvajanje teh tehnik. Kamnita mešanica zidu je bila primerljiva s povečanim amfiteatrom, vendar je zid izbrisal nekatere njegove strukture, kar kaže, da je bil narejen po teh strukturah. Z debelino 3,5 metra in višino verjetno nad nivojem cavee je bil obrambni zid postavljen neprekinjeno vzdolž celotnega nasipa. To hipotezo podpira dejstvo, da so bili stranski vomitoriumi in notranje stopnice popolnoma blokirani, tako da je bil glavni vomitorium edini dostop do arene (olajšanje obrambe). Poleg tega je bil ob vznožju amfiteatra izkopan obrambni jarek, pred katerim je bila protiškarpa, ki je iz druge polovice 3. stoletja. Medtem ko so bili ostanki odkriti v jugovzhodnem delu zgradbe, je verjetno popolnoma obkrožal amfiteater. Njeno vzdrževanje je prenehalo z izgradnjo kastruma.
Primerljivi kamniti zidaki iz istega obdobja obstajajo v Avenchesu (Švica), Lillebonnu in arenah Senlis. V vsakem primeru je bil ogromen spomenik, gledališče ali amfiteater spremenjen v utrdbo in ponudil začasno zatočišče bližnjim prebivalcem v primeru napada. To bi bilo veliko manj delovno intenzivno kot gradnja utrdbe iz nič.
Ta gradnja je bila zagotovo raztegnjena v obdobju nekaj mesecev, verjetno kot odziv na nekakšno poslabšanje varnosti in varnosti prebivalcev mesta. Takratni prebivalci bi vedeli, da je bila to trajna sprememba amfiteatra, zaradi česar je bil neučinkovit v svoji prvotni funkciji prikazovanja predstav.

## Preobrazba v kastrum
V kontekstu naraščajoče negotovosti in umika iz mesta v bolj gosto naseljene soseske ob reki Loari je Caesarodunum, ki je okoli leta 360 n. št. postopoma prevzel ime Civitas Turonorum in se dvignil v glavno mesto rimske province Lugdunska Galija in zgradil obrambni zid, ki se običajno imenuje kastrum. Ta kastrum je bil zgrajen približno v istem času kot prva stolnica v Toursu (ki je v kastrumu, na jugozahodnem kotu).
Dokazi iz izkopavanj, izvedenih na različnih točkah ograjenega prostora kastruma, in sistematični pregledi prejšnjih del kažejo, da je bila zunanja stena dobro zgrajena proti amfiteatru in razširjena od njegove lokacije. Številni namigi podpirajo to tezo. Na primer, amfiteater se nahaja točno na sredini južne stene. Tudi zahodni, južni in vzhodni vomitorium, ki je bil zunaj branjenega območja, je ostal v uporabi in je bil morda spremenjen v formalni vhod v kastrum, kot se je zgodilo v Trierju. Poleg tega se glavna pot, ki vodi do zahodnega vomitoriuma (podobno kot decumanus maximus mesta v prvem stoletju, ulična lokacija Scellerie), nadaljuje zunaj kastruma in služi kot poravnava do južnega obzidja kastruma. Že naravno dobro zaščiten s svojo visoko strukturo med pretvorbo v 3. stoletju amfiteater med gradnjo kastruma ni imel zidnega plašča: na zunanji površini ni ometan noben dodatni zaščitni zid.
Tudi druga mesta v Galiji so v 3. stoletju uporabljala svoj amfiteater kot obrambni element ograjenega prostora. Na primer, amfiteatri v Périgueuxu, Amiensu, Metzu in Trierju so bili idealni za pretvorbo v utrdbe. Kar je presenetljivo v primeru Toursa, je popolnoma simetrična postavitev amfiteatra v osrčju novih mestnih načrtov in geometrija ograjenega prostora, ki ga je motila le reka Loare, ki je nalivala dno severne stene.

## Izginotje v srednjem veku
V 9. stoletju so del sprednjega dela amfiteatra, ki se je že zdavnaj porušil, popravili z velikimi bloki, izposojenimi iz javne stavbe, verjetno v kastruma, ki je stal že od vrhunca Rimskega cesarstva in tudi stolpi so bili v tem času morda zgrajeni proti sprednjemu delu amfiteatra v južni polovici. Ti projekti so bili verjetno na ukaz Karla Plešastega, ki je leta 869 ukazal, da se obzidja več mest, vključno s Toursom, popravijo za zaščito pred normanskimi napadi. Listina Karla III. iz leta 919 omenja amfiteater v kontekstu menjave zemljišč v kraju, imenovanem Arenas (Arena). To je zadnja izrecna omemba amfiteatra, katerega ruševine so bile morda še vidne v nepozidanem delu mesta.
Razvoj kanonične četrti v srednjem veku je privedel do uporabe podkonstrukcij amfiteatra za podporo temeljev in kleti kanoničnih hiš. Ti domovi so bili rezervirani za kanonike stolnega kapitlja od leta 1250  (čas gradnje nove gotske stolnice) do francoske revolucije. Takrat so nekdanje vomitoriume, ki so bili takrat večinoma pod zemljo, spremenili v kleti in jih pregradili z zidovi, ki so po dolžini, širini in včasih tudi po višini vodili v več nivojev kletnih prostorov. Razvoj območja postane očiten, vendar še vedno z veliko odprtih površin (dve listini iz 13. stoletja omenjata vinograde in hleve). Kljub preoblikovanju vomitoriumov v kleti se starodavni spomenik ne omenja več, saj je celotno območje končno počasi zasedeno z domovi in ostanki amfiteatra niso bili več vidni.
Po revoluciji hiše v soseski niso bile več rezervirane za kanonike, vendar je bila topografija od takrat podvržena le zelo majhnim spremembam. Če bi stene hiš delno odstranili, bi temelji v bistvu ostali na mestu. Amfiteater je bil popolnoma pozabljen vse do 19. stoletja, vendar je bil ponovno odkrit leta 1855 zahvaljujoč ukrepom, ki jih je izvedlo Arheološko društvo Touraine.

## Neodgovorjena vprašanja
Še vedno ostajajo nejasnosti glede videza objekta, njegove strukture in natančnih dimenzij. Poleg teh arhitekturnih neznank ostajajo še druga vprašanja.
Narava predstav, ki jih organizira amfiteater v Toursu, ni z gotovostjo znana. Lahko domnevamo, da so, tako kot druga prizorišča Rimskega cesarstva, vključno z Galijo, tam potekali boji gladiatorjev (kot je bil primer v Bourgesu) in usmrtitve obsojencev (kot se je zgodilo v Lyonu ali v Trierju). Niso odkrili nobenega kamnitega napisa, besedila ali drugih sledi, ki bi lahko dale odgovore.
O razlogih za gradnjo tako velike zgradbe v srednje velikem mestu se razpravlja že od 1970-ih in še vedno ni znano. Čeprav se je zmogljivost amfiteatra več kot podvojila, noben znani dogodek ni upravičil takšnega truda. Pravzaprav nekateri dokazi kažejo, da je prebivalstvo Caesarodonuma (Tours) do takrat prenehalo rasti. V svojem končnem stanju je bil amfiteater v Toursu med največjimi v Rimskem cesarstvu z dimenzijami primerljivimi strukturami Autuna, Italice (Španija), Capue (Italija) in Kartagine (Tunizija); mesta, katerih politična teža in višina sta močno zasenčila Caesarodonum. Ena od teorij je bila želja po posnemanju med galo-rimskimi mesti in da so želela pokazati svojo moč z gradnjo večje, višje stavbe kot civitas.
Nazadnje vir financiranja, gradnje in vzdrževanja takšne strukture ostaja enigma. Spektakularne spomenike tistega časa so mestom pogosto ponujali bogati meščani, ki so financirali gradnjo, vendar ta praksa euergetizma v Toursu doslej ni bila dokazana z nobenim virom. Poleg tega je v tem obdobju počasne gospodarske rasti težko ugotoviti, kdo je imel finančna sredstva, potrebna za ta dragi projekt, in komu bi takšen podvig na koncu koristil.

## Ostanki in raziskave
Zračni pogled na mesto in ulice nudi najboljši pregled amfiteatra v Toursu. Rue Manceau (Manceaujeva ulica) se od roba stare cavee z jugovzhoda spušča do arene in jo deli. Rue du Général-Meusnier sledi krivulji amfiteatra od severozahodnega dela proti jugovzhodu. Rue Racine in rue de la Bazoche tvorita tangencialno ravno črto na severozahodni in severovzhodni točki oboda spomenika. Pregled katastrskih načrtov, napoleonskih (1836) ali sodobnih, je še bolj sugestiven, saj parcele prikazujejo radialen profil in poudarjajo postavitev amfiteatra. Podobno je bil del, ki ustreza cavei, skoraj v celoti razvit pred razvojem velikega zemljišča, ki je ostalo pri starodavni areni.
Razlika v višini med rue de la Porte-Rouline in rue du Général-Meusnier (približno 5 metrov), ki je najbolje vidna za kinematografi Studios, dokazuje minimalno višino amfiteatra. Pravzaprav je bila višina amfiteatra gotovo precej višja, vendar so stoletja obrabila del stopnice in postopoma zravnala spomenik z nakopičenimi naplavinami ob njegovem vznožju.
Natančen pregled ostankov stavbe (slika II) zahteva dostop do zasebne lastnine v soseski in njihovih kleti, vendar pa za zgradbo Oddelčnega arhiva sodišče dovoljuje javni dostop do sprednje stene povečanega amfiteatra. Masivna narava amfiteatra lahko pojasni pomanjkanje ostankov in to pomanjkanje je prispevalo k ohranitvi preostalega zidu, vgrajenega v nasip.
Od leta 2014 noben od ostankov ni bil predmet zaščite kot zgodovinski spomenik, ne registracijske ali klasifikacijske. Zaščitni ukrepi veljajo samo za višino, strehe ali dekoracijo zadevnih hiš, ne pa tudi za njihove temelje, ki stojijo na ruševinah amfiteatra. Vendar jih ohranja mestno ohranitveno območje. Podobno je obod in območje stolnice, katerega del je amfiteater, zgodovinsko območje po zakonu z dne 2. maja 1930 in z odlokom z dne 7. junij 1944.